# حول سويد (السياني)

تعديل مصدري - تعديل

حول سويد محلة تابعة لقرية المعزبة، التابعة لعزلة المجزع بمديرية السياني إحدى مديريات محافظة إب في الجمهورية اليمنية.، بلغ تعداد سكانها 38 حسب تعداد اليمن لعام 2004.